# Афанасьево (городской округ Коломна)
Афана́сьево — деревня в городском округе Коломна Московской области, до 2017 года входило в Заруденское сельское поселение Коломенского района. Население — 69 чел. (2021).

## Расположение
Деревня Афанасьево расположена примерно в 18 км к востоку от города Коломны. Ближайший населённый пункт — деревня Нестерово. Неподалёку от деревни Афанасьево протекает река Щелинка.

## Население
| 2002 | 2006 | 2010 | 2021 |
| ---- | ---- | ---- | ---- |
| 30   | ↘24  | ↗26  | ↗69  |